# 横井昭裕
横井 昭裕（よこい あきひろ、1955年（昭和30年）2月10日 - ）は、日本の実業家。株式会社ウィズ元代表取締役社長。『たまごっち』の発案者である。東京都出身。

## 略歴
- 新宿区立戸山小学校・新宿区立戸山中学校（現：新宿区立西早稲田中学校）から中央大学杉並高等学校を経て中央大学に入学[1]。
- 1977年3月 中央大学経済学部国際経済学科卒業
- 1977年4月 株式会社バンダイ入社
- 1986年9月 株式会社ウイズ（現：株式会社ウィズ）設立。取締役就任。
- 1987年5月 株式会社バンダイ退社
- 1987年6月 株式会社ウイズ代表取締役社長就任
- 1995年 『たまごっち』を企画発案[2]
- 1996年11月 初代『たまごっち』発売[3]。4年間で全世界約4000万個を売り上げる[3][4]。
- 1998年6月 株式会社ウイズワールド代表取締役社長就任（2000年特別清算）
- 2005年9月 株式会社クレマリーミルク代表取締役社長就任（のちの株式会社ウィズランド。2012年特別清算）
- 2016年8月 バンダイナムコホールディングスによる子会社化に伴い、株式会社ウィズ代表取締役社長を退任。
- 2022年　東京港区新橋にYouTuberの『てらゆー』とコラボレーションしたゴルフレッスンスタジオ『TERA-YOU-GOLF-STUDIO』をオープン。2025年1月現在、新橋、日本橋、横浜馬車道の3店舗を経営している。

## エピソード
横井が『たまごっち』の発案者であることが広く知られるようになったのは、1997年7月、当時のバンダイ会長・山科誠が講演で横井を紹介したことがきっかけである。それまでは、バンダイで当初から開発に携わっていた真板亜紀が主にたまごっちの「顔」としてメディアに出演していた。

## 言葉
- 企画を立てるポイントについて、「“いままでにないもの”によって（人々の）感情の動きが生まれる。感情を動かす原動力は、トゲであり、カドであり、違和感である」[7]。
- 「素人が千人集まっても一人の人にかなわない、その一人の人がプロだと僕は思っているのですけれどもね。圧倒的に力の差があるという、その技量、ノウハウを持った人がプロフェッショナルですね」[7]。

## 著書
- 『たまごっち誕生記 : 超ヒット商品はこうしてつくられた!』ベストセラーズ、1997年11月。ISBN 4584183120。
- 『ふくろう社長の目のつけどころ : 好き勝手に生きたから成功したんだ。』経済界 (出版社)、2006年9月。ISBN 4766783751。